# Campeonato Chileno de Futebol de 1944
O Campeonato Chileno de Futebol de 1944 (oficialmente Campeonato Nacional de Fútbol Profesional de la Primera División de Chile) foi a 12ª edição do campeonato do futebol do Chile. Os clubes jogavam em turno e returno. Não deveria haver rebaixamento pois a División de Honor Amateur como o nome indica, não era profissional. Porém, também é um campeonato de segunda divisão predecessor do Campeonato Chileno de Futebol - Segunda Divisão. Entretanto, houve um jogo entre o último colocado, o Badminton, com o campeão da División de Honor Amateur 1944, o Club Bernardo O'Higgins, onde o Badminton saiu vitorioso.

## Participantes
| Equipe                                        | Cidade        | Região                  | No ano anterior | Estádio                        | Capacidade | Títulos                    | Participações |
| --------------------------------------------- | ------------- | ----------------------- | --------------- | ------------------------------ | ---------- | -------------------------- | ------------- |
| Audax Club Sportivo Italiano                  | La Florida    | Província de Santiago   | Nono Lugar      | Estádio Santa Laura            | 22.375     | 1 (1936)                   | 12            |
| Club Social y Deportivo Colo-Colo             | Ñuñoa         | Província de Santiago   | Vice Campeão    | Estádio Nacional de Chile      | 55.100     | 3 (1937, 1938, 1940)       | 12            |
| Club Deportivo Magallanes                     | Maipú         | Província de Santiago   | Terceiro Lugar  | Estádio de la Escuela Militar  | ---        | 4 (1933, 1934, 1935, 1938) | 12            |
| Club de Deportes Badminton                    | Santiago      | Província de Santiago   | Sétimo Lugar    | Estádio Carabineros            | 12.000     | 0 (não possui)             | 12            |
| Corporación Club de Deportes Santiago Morning | Independencia | Província de Santiago   | Sexto Lugar     | Estádio Santa Laura            | 22.375     | 1 (1942)                   | 9             |
| Club Universidad de Chile                     | Santiago      | Província de Santiago   | Oitavo Lugar    | Estádio Santa Laura            | 22.375     | 1 (1940)                   | 7             |
| Club de Deportes Green Cross                  | Santiago      | Província de Santiago   | Quarto Lugar    | Estádio Carabineros            | 12.000     | 0 (não possui)             | 7             |
| Club Deportivo Universidad Católica           | Las Condes    | Província de Santiago   | Quinto Lugar    | Estádio Santa Laura            | 22.375     | 0 (não possui)             | 6             |
| Unión Española                                | Independencia | Província de Santiago   | Campeão         | Estádio Santa Laura            | 22.375     | 1 (1943)                   | 11            |
| Santiago National Football Club               | Independencia | Província de Santiago   | Décimo Lugar    | Cancha de la Chacra Bezanilla  | ---        | 0 (não possui)             | 5             |
| Club de Deportes Santiago Wanderers           | Valparaíso    | Província de Valparaíso | Incorporado     | Estádio Elías Figueroa Brander | 23.000     | 0 (não possui)             | 2             |
| Corporación Deportiva Everton de Viña del Mar | Viña del Mar  | Província de Valparaíso | Incorporado     | Estádio Sausalito              | 25.000     | 0 (não possui)             | 1             |

## Campeão
| Campeão Chileno 1943                                          |
| ------------------------------------------------------------- |
| Club Social y Deportivo Colo-Colo (Ñuñoa) (4º título) Campeão |